# Prostřihy
Prostřihy (v anglickém originále Short Cuts) je americký film, založený na krátkých příbězích spisovatele Raymonda Carvera. Film režíroval Robert Altman. Ve Spojených státech byl film distribuován společností Fine Line Features. Na DVD potom vyšel v roce 2006 v The Criterion Collection. Film získal Zlatý glóbus za nejlepší scénář.